# Florizină
Florizina (cunoscută și ca floretin-2′-β-D-glucopiranozidă) este o glucozidă a floretinei (o dihidrocalconă), aparținând unui grup de flavonoide biciclice.
Se regăsește în principal în fructele necoapte de Malus (măr) scoarța rădăcinii de măr, și în cantități mici în căpșuni.

## Importanță și farmacologie
Florizina este un inhibitor competitiv al SGLT1 și SGLT2, concurând cu D-glucoza pentru legarea de transportor; aceasta reduce transportul renal al glucozei, scăzând cantitatea de glucoză din sânge (glicemie). Florizina a fost studiată pentru a putea fi utilizată ca tratament farmaceutic al diabetului zaharat de tipul 2, dar a fost înlocuită de analogi sintetici mai selectivi și cu efect mai puternic, precum sunt empagliflozina, canagliflozina și dapagliflozina. Florizina nu este un eficientă ca medicament deoarece, atunci când este administrată oral, este transformată aproape în întregime în floretină sub acțiunea enzimelor hidrolitice din intestinul subțire, acest compus fiind lipsit de efect.